# Lee Kyung-Keun
Lee Kyung-Keun (en coreano: 이경근; 7 de noviembre de 1962) es un deportista surcoreano que compitió en judo.
Participó en los Juegos Olímpicos de Seúl 1988, obteniendo una medalla de oro en la categoría de –65 kg. En los Juegos Asiáticos de 1986 consiguió una medalla de oro.
Ganó una medalla de plata en el Campeonato Mundial de Judo de 1985, y una medalla de bronce en el Campeonato Asiático de Judo de 1981.

## Palmarés internacional
| Juegos Olímpicos    | Juegos Olímpicos     | Juegos Olímpicos  | Juegos Olímpicos |
| Año                 | Lugar                | Medalla           | Categoría        |
| ------------------- | -------------------- | ----------------- | ---------------- |
| 1988                | Seúl (Corea del Sur) | Medalla de oro    | –65 kg           |
| Campeonato Mundial  |                      |                   |                  |
| Año                 | Lugar                | Medalla           | Categoría        |
| 1985                | Seúl (Corea del Sur) | Medalla de plata  | –65 kg           |
| Juegos Asiáticos    |                      |                   |                  |
| Año                 | Lugar                | Medalla           | Categoría        |
| 1986                | Seúl (Corea del Sur) | Medalla de oro    | –65 kg           |
| Campeonato Asiático |                      |                   |                  |
| Año                 | Lugar                | Medalla           | Categoría        |
| 1981                | Yakarta (Indonesia)  | Medalla de bronce | –60 kg           |